# جو كوتنوود
جو كوتنوود (بالإنجليزية: Joe Cottonwood)‏ (19 أغسطس 1947)؛ كاتِب مُتخصِّص في أدب الأطفال، شاعر وروائي أمريكي. درس في جامعة واشنطن في سانت لويس.